# いまどき!ごはん
いまどき!ごはん（略称:いまごはん）はテレビ朝日系列で2004年4月4日から2007年3月25日まで毎週日曜18:00 - 18:30（JST）に放送された、日本各地の「ごはん食」を紹介する料理情報バラエティ番組。
番組キャッチコピーは「ごはんが美味しくなる食卓バラエティー・いまどき!ごはん」。

## 番組概要
前身の番組の『料理バンザイ!』『隠れ家ごはん!〜メニューのない料理店〜』に比べ、料理をするシーンはVTR以外にはなく、スタジオではゲストを呼んでのトークが中心となっている。司会は小倉智昭、柴田理恵。番組内で、小倉は柴田を｢お母さん｣、柴田は小倉を｢お父さん」と呼んでいる。エンディングの案内役は新妻さと子。
番組制作はイースト、提供スポンサーは、2006年9月24日までは農林水産省、米穀機構、JA全国農業協同組合中央会だったが、2006年10月1日からは筆頭スポンサーを味の素に変更し、米穀機構、JA全中という構成となっている（農林水産省は同年同月同日をもって提供クレジットの表記をしなくなったが、同省運営のホームページは引き続き更新中）。それに伴い、番組内容もリニューアルが図られた。
なお、番組は2007年3月25日で放送終了、後番組は4月8日から「笑顔がごちそう ウチゴハン」で、出演は江角マキコ、山口智充（DonDokoDon））。また、番組ホームページでは娘役、息子役のオーディションも開催していた（結果、決定したのは娘役2名である）。
字幕放送・デジタルハイビジョン放送（地上デジタル放送のみ）。

## 放送内容
一億人の食卓
毎週、スタジオトークを交えつつ、全国のごはん食事情をVTRで紹介する。
ごはん百景
全国各地でしか食べられないご当地ごはん食をVTRで紹介（例…さばの押し寿司）。そのあと、スタジオでは、小倉・柴田は自分たちの茶碗で、ゲストは『My茶碗』で、VTRで紹介した各地から取り寄せた「ごはんがすすむ逸品」となるおかずと炊き立てのご飯を一緒に食べる。

## 番組内インフォマーシャル
- 「吉田恵のごはんで健康」（2004年4月 - 2005年3月）
- 「高樹千佳子のごはんナビ」（2005年4月 - 2006年3月）
- 「ごはんde幸せ」（出演：野村恵里、2006年4月 - ）

前身番組『隠れ家ごはん！』時代は、「知って得する！からだと健康ゼミナール」というインフォマーシャルを流していた。医療などの専門家に、米飯食のメリットなどを対話形式で聞くコーナーで、「いまどき！ごはん」にリニューアル後も継続。「ごはんde幸せ」からはJAの米飯事業に関する取材VTRなども放送され、よりわかりやすく、軟らかい内容となっている。なお、筆頭スポンサーが味の素になってからは、インフォマーシャルの時間が少し短くなった。

## ナレーション
- 小倉久寛（2006年10月より顔出しによる出演も兼務）
- 大川泰樹
- 滝口順平
- 萩野志保子（テレビ朝日アナウンサー）

## エンディングテーマ
- 『しあわせのランプ』玉置浩二（Sony Records、番組開始 - 2005年9月）
- 『Green』上條ひとみ（フォアレコード、2005年10月 - 2006年3月）
- 『いのちのこたえ』スターダスト・レビュー（インペリアル・レコード、2006年4月 - 9月）
- 『HEART OF GOLD』ソング・フォー・メモリーズ（avex io、2006年10月 - 終了）

## 放映ネット局
前番組同様、官庁がスポンサーのためクロスネット、系列外番販を含めた国内の全地域をカバーしている。太字はクロスネット局
| 放送地域       | 放送局                   | 系列                                         | ネット形態 | 備考              |
| -------------- | ------------------------ | -------------------------------------------- | ---------- | ----------------- |
| 関東広域圏     | テレビ朝日（EX）         | テレビ朝日系列                               | 制作局     |                   |
| 北海道         | 北海道テレビ（HTB）      | テレビ朝日系列                               | 同時ネット |                   |
| 青森県         | 青森朝日放送（ABA）      | テレビ朝日系列                               | 同時ネット |                   |
| 岩手県         | 岩手朝日テレビ（IAT）    | テレビ朝日系列                               | 同時ネット |                   |
| 宮城県         | 東日本放送（KHB）        | テレビ朝日系列                               | 同時ネット |                   |
| 秋田県         | 秋田朝日放送（AAB）      | テレビ朝日系列                               | 同時ネット |                   |
| 山形県         | 山形テレビ（YTS）        | テレビ朝日系列                               | 同時ネット |                   |
| 福島県         | 福島放送（KFB）          | テレビ朝日系列                               | 同時ネット |                   |
| 山梨県         | 山梨放送（YBS）          | 日本テレビ系列                               | 遅れネット |                   |
| 新潟県         | 新潟テレビ21（NT21→UX）  | テレビ朝日系列                               | 同時ネット |                   |
| 長野県         | 長野朝日放送（abn）      | テレビ朝日系列                               | 同時ネット |                   |
| 静岡県         | 静岡朝日テレビ（SATV）   | テレビ朝日系列                               | 同時ネット |                   |
| 富山県         | 北日本放送（KNB）        | 日本テレビ系列                               | 遅れネット |                   |
| 石川県         | 北陸朝日放送（HAB）      | テレビ朝日系列                               | 同時ネット |                   |
| 福井県         | 福井放送（FBC）          | 日本テレビ系列 テレビ朝日系列                | 遅れネット |                   |
| 中京広域圏     | メ〜テレ （NBN）         | テレビ朝日系列                               | 同時ネット |                   |
| 近畿広域圏     | 朝日放送（ABC）          | テレビ朝日系列                               | 同時ネット |                   |
| 鳥取県・島根県 | 山陰放送（BSS）          | TBS系列                                      | 遅れネット |                   |
| 広島県         | 広島ホームテレビ（HOME） | テレビ朝日系列                               | 同時ネット |                   |
| 山口県         | 山口朝日放送（yab）      | テレビ朝日系列                               | 同時ネット |                   |
| 徳島県         | 四国放送（JRT）          | 日本テレビ系列                               | 遅れネット |                   |
| 香川県・岡山県 | 瀬戸内海放送（KSB）      | テレビ朝日系列                               | 同時ネット |                   |
| 愛媛県         | 愛媛朝日テレビ（eat）    | テレビ朝日系列                               | 同時ネット |                   |
| 高知県         | 高知放送（RKC）          | 日本テレビ系列                               | 遅れネット |                   |
| 福岡県         | 九州朝日放送（KBC）      | テレビ朝日系列                               | 同時ネット |                   |
| 佐賀県         | サガテレビ（STS）        | フジテレビ系列                               | 遅れネット | 2005年3月打ち切り |
| 長崎県         | 長崎文化放送（NCC）      | テレビ朝日系列                               | 同時ネット |                   |
| 熊本県         | 熊本朝日放送（KAB）      | テレビ朝日系列                               | 同時ネット |                   |
| 大分県         | 大分朝日放送（OAB）      | テレビ朝日系列                               | 同時ネット |                   |
| 宮崎県         | テレビ宮崎（UMK）        | フジテレビ系列 日本テレビ系列 テレビ朝日系列 | 遅れネット |                   |
| 鹿児島県       | 鹿児島放送（KKB）        | テレビ朝日系列                               | 同時ネット |                   |
| 沖縄県         | 琉球朝日放送（QAB）      | テレビ朝日系列                               | 同時ネット |                   |

## スタッフ
- 監修：成瀬宇平、菊地富美子
- 構成：高橋秀樹、野田英夫、間マサムネ、松村智規
- 技術：粕谷真昭、長瀧淳子、安井秀一郎
- ＳＷ：高田治
- カメラ：小林光行
- 音声：杉山直樹
- ＶＥ：水野博道
- 照明：高柳薫（テレビ朝日）、川島弘（共立照明）
- ＴＫ：小島美和子
- 美術：野口敏嗣、吉村純子
- デザイン：坂根洋子（アックス）
- メイク：津留ルミ子
- スタイリスト：漆原志保美、柳沢のりこ
- フードコーディネーター：深沢えり子、里見陽子
- ＣＧ：四丁目ファクトリー
- 編集：小田健二、尾形義浩、石井謙作
- ＭＡ：村上敏之、高山元
- 選曲効果：四元祐二（メディアハウス）
- 宣伝：天野貴代（テレビ朝日）
- デスク：伴倫子（テレビ朝日）
- リサーチ：フォーミュレーション、ワンバイワン
- ＡＰ：杉町昌子
- ディレクター：保田正明、松本彩夏、福田薫、石川周一、斉藤元紀　他
- 演出：玉井昭彦、菊池計理、花土昌紀（イースト）
- プロデューサー：高橋京子（イースト）、川端信晃（テレビ朝日）、菅原章（電通）
- 技術協力：BS朝日、テイクシステムズ、ニユーテレス、ヌーベルPC
- 制作：テレビ朝日、イースト
- 営業：樋下稔生（電通）、梅田創（電通）

### 過去のスタッフ
- 構成：小野沢美暁
- インフォマーシャル構成：阿久津樹里・梅田創（電通）
- プロデューサー：加藤秀之（テレビ朝日）